# Josef Riggauer

Josef Riggauer

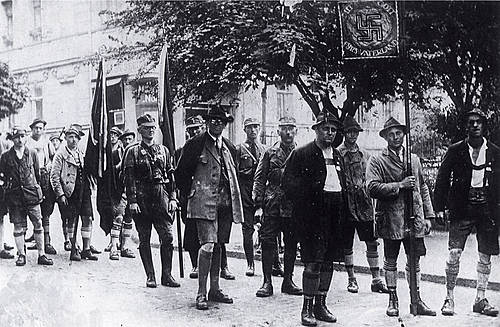
Josef Riggauer (5. von rechts) mit der SA-Standarte Rosenheim auf dem Reichsparteitag der NSDAP in Weimar am 4. oder 5. Juli 1926.

Josef Riggauer (* 25. Februar 1879 in Rosenheim; † 27. September 1952 ebenda) war ein deutscher Politiker (NSDAP).

## Leben und Wirken
Nach dem Besuch der Volksschule (1885 bis 1889) und der Realschule (1889 bis 1893) erlernte Josef Riggauer von 1893 bis 1896 das Schreinerhandwerk. Anschließend arbeitete er bis 1899 als Schreinergehilfe in Stuttgart und Innsbruck. Vom 24. Oktober 1899 bis zum 30. September 1901 gehörte er dem 1. Feldartillerie-Regiment beziehungsweise dem 7. Feldartillerie-Regiment Prinzregent Luitpold an.
Von 1901 bis zum 6. August 1914 war Riggauer als Schreiner im Geschäft seiner Eltern tätig. Nach dem Ausbruch des Ersten Weltkrieges nahm er zunächst knapp drei Jahre lang mit dem 6. Reserve-Feldartillerie-Regiment aktiv am Krieg teil, bevor er im Juli 1917 als Schreiner in die bayerischen Flugzeugwerke in München abkommandiert wurde, wo er bis zum 9. November 1918 blieb.
Zum Jahresende 1918 kehrte Riggauer nach Rosenheim zurück. In den nächsten zehn Jahren war er dort als Werkmeister in der Möbelfabrik Gebrüder Riggauer tätig, um sich 1928 schließlich selbstständig zu machen.
Am 17. Mai 1920 trat Riggauer in die NSDAP ein (Mitgliedsnummer 1.159), zu deren frühesten Mitgliedern er zählte. In den folgenden Jahren beteiligte er sich am Aufbau der ersten NSDAP-Ortsgruppe außerhalb von München, der Ortsgruppe Rosenheim. Nach dem vorübergehenden Verbot der NSDAP von November 1923 bis Frühjahr 1925 spielte Riggauer eine Rolle bei der Neugründung der Partei und dem Wiederaufbau der NSDAP-Ortsgruppe in Rosenheim, der er von April 1925 bis Dezember 1932 als Ortsgruppenführer vorstand. Er selbst war zum 19. Mai 1925 der Partei wieder beigetreten (Mitgliedsnummer 5.742).
Vom 13. April bis zur Auflösung dieser Körperschaft am 12. November 1933 saß Riggauer als Abgeordneter der NSDAP im Bayerischen Landtag. Anschließend gehörte er von November 1933 bis zum Ende der NS-Herrschaft im Frühjahr 1945 dem Reichstag als Abgeordneter mit einem Mandat für den Wahlkreis 24 (Oberbayern-Schwaben) an.
In der SA erreichte Riggauer den Rang eines Obersturmführers.